# Гайчур (станція)
Га́йчур — проміжна залізнична станція 5-го класу Запорізької дирекції Придніпровської залізниці на неелектрифікованій лінії Чаплине — Пологи між станціями Мечетна (20 км) та Гуляйполе (22 км). Розташована у селищі міського типу Тернувате Запорізького району Запорізької області.
Станція обслуговує Гайчурський елеватор.

## Історія
Станція відкрита 1898 року під час прокладання залізниці Чаплине — Пологи.
22 лютого 2015 року на станції Гайчур невідомими було повалено пам'ятник Леніну.

## Пасажирське сполучення
Приміське сполучення припинено з 18 березня 2020 року на невизначений термін.
Раніше на станції Гайчур зупинялися приміські поїзди сполученням Пологи — Чаплине.